# Farr Yacht Design

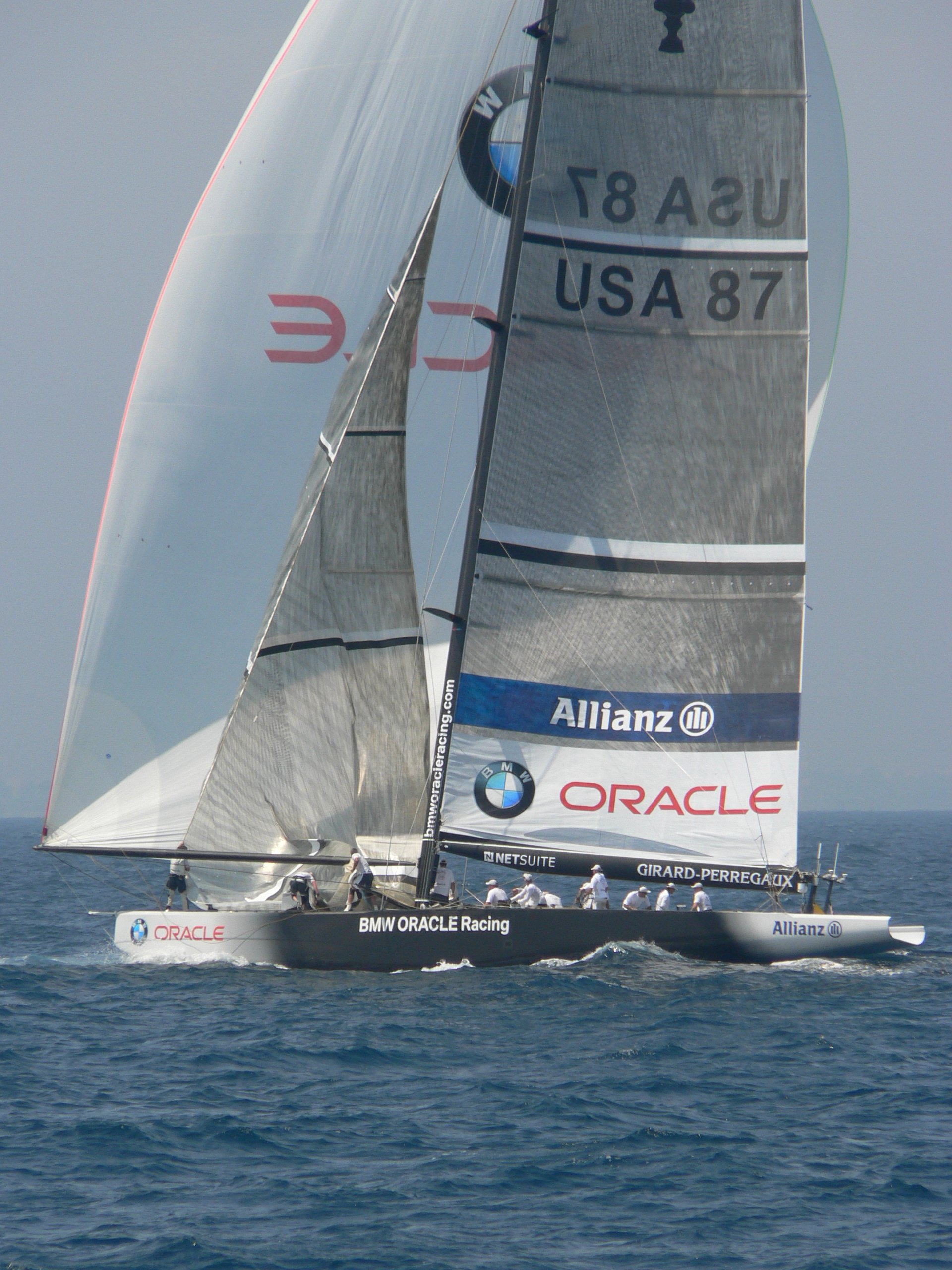
Яхта BMW Oracle Racing — претендент на Кубок Америки

Farr Yacht Design — компанія з проектування вітрильних яхт для перегонів, заснована дизайнером Брюсом Фарром в Окленді, Нова Зеландія, з 1980 базується в Аннаполісі, штат Меріленд, США. Компанія є однією найуспішніших в області проектування швидкісних яхт. Спроектовані в компанії яхти неодноразово вигравали знані перегони в різних класах яхт, в тому числі Volvo Ocean 60, Volvo Open 70, а яхта New Zeland в 1988 році виграла Кубок Америки.
Фарр зосереджений на розробці інтер'єру, вітрил та дизайну корпусу. При цьому використовуються результати наукових досліджень в галузі надсучасних композитних матеріалів, і практичних експериментів з тестування моделей в басейнах та обдування в аеродинамічних трубах.